# محمد بن طاهر
محمد بن طاهر (درگذشت ۲۹۷ ه‍جری قمری / ۹۱۰ میلادی) ملقب به محمد خراسانی، پنجمین و واپسین حاکم دودمان طاهریان در خراسان بزرگ بود که در سال ۲۴۸ هجری از جانب خلیفهٔ عباسی، مستعین، حاکم خراسان شد و حکومت را در دست گرفت. او فرزند طاهر بن عبدالله بود.
در آغاز امر، خلیفه قصد داشت محمد بن عبدالله بن طاهر را به عنوان حاکم انتخاب کند، اما او نپذیرفت؛ خلیفه هم با وجود نارضایتی اشراف و بزرگان، محمد بن طاهر را به عنوان حاکم خراسان برگزید. خلیفه امارت‌های مرو، سرخس، خوارزم و ادارهٔ حرمین شریفین را نیز به اعضای خاندان طاهری واگذار کرد. محمد بن طاهر از ابتدا سعی می‌کرد روابط حسنه‌ای با خلیفه داشته باشد؛ به همین خاطر، هدایای بسیاری از جمله دو فیل و عطرهایی نیز از کابل برای مستعین فرستاد.
حکومت محمد با ضعف و زوال طاهریان همزمان بود. امیران ترک در بغداد بسیار قدرتمند شده بودند و سعی می‌کردند از این قدرت علیه طاهریان استفاده کنند. طبرستان از جمله شهرهایی بود که از اختیار طاهریان خارج شد. به علت رفتار ظالمانه کارگزاران طاهری در طبرستان، مردم پس از مدتی به حسن بن زید علوی، معروف «داعی کبیر»، پناه بردند. داعی کبیر هم در سال ۲۵۰ ه‍جری قمری / ۸۶۴ میلادی وارد طبرستان شد و مردم و حتی اسپهبدان جبال هم به پیشواز وی رفتند. طی جنگی که میان حسن بن زید علوی و محمد بن اوس در سال ۲۵۰ ه‍جری قمری / ۸۶۴ میلادی شکل گرفت، طاهریان به شدت شکست خوردند و طبرستان برای همیشه از نفوذ طاهریان خارج شد.
یعقوب لیث صفاری که حکومت سیستان را در دست داشت، در سال ۲۵۹ ه‍جری قمری / ۸۷۳ میلادی به بهانهٔ حضور عبدالله بن محمد بن صالح سگزی در نیشابور به شهر حمله کرد و موفق شد سرداران و بزرگان طاهری را به همراه محمد بن طاهر اسیر کند. یعقوب لیث در ۱۰ رجب سال ۲۶۲ ه‍جری قمری / آوریل ۸۷۶ میلادی در نبرد دیرالعاقول از عباسیان شکست خورد و محمد بن طاهر هم در همین حین موفق به فرار شد و دیگر هیچگاه جرئت بازگشت به خراسان را نیافت. محمد بن طاهر حدود ۱۰ سال به عنوان رئیس شرطه بغداد فعالیت کرد. وی در سال ۲۹۷ هجری قمری / ۹۱۰ میلادی درگذشت. با مرگ او حکومت طاهریان برچیده شد.

## منبع‌شناسی
منابع مربوط مربوط به عهد طاهریان را می‌توان به چند گروه تقسیم کرد.